# Pristaulacus comptipennis
Pristaulacus comptipennis är en stekelart som beskrevs av Günther Enderlein 1912. Pristaulacus comptipennis ingår i släktet Pristaulacus och familjen vedlarvsteklar. Inga underarter finns listade i Catalogue of Life.